# 袁载
袁载（1488年—？），字安道，浙江慈溪（今余姚祝家渡）人，明朝官员。

## 生平
治《詩經》，行二十五，由縣學附學生中式嘉靖元年（1522年）壬午科浙江鄉試第二十九名舉人，嘉靖二年（1523年）聯捷癸未科會試第三百八十五名，第三甲第五十五名進士。授山東沂水縣知縣，調汶上縣，历官肇庆府知府，后任山东按察副使，终仕广东海南副使。
为官爱民节俭，修废举坠，一切不需要或不急用的开销，一概蠲去。又曾在朝中挫败暴横的中官。

## 家族
曾祖袁智。祖父袁榶。父袁照。母王氏。慈侍下。兄吉、坤、圭、堇、弟基、圻、孝、穀。孙袁茂英，曾孙袁弘勋，八世孙袁枚，皆登进士。